# ATTESA E-TS
ATTESA E-TS（アテーサ イーティーエス）とは、日産自動車が開発した電子制御トルクスプリット四輪駆動システムの名称。「Advanced Total Traction Engineering System for All Electronic - Torque Split」の略である。
かつてはHPやカタログ上でも「ATTESA E-TS」と表記されていたが、V36型スカイライン以降の日産のウェブサイトやカタログ上では「アテーサE-TS」の表記が主になった（ただし、2008年2月にマイナーチェンジしたシーマ後期型のカタログでは一部ATTESA E-TSと表記されている箇所もある）。

## 解説
ATTESA E-TSは、基本的には後輪を常時駆動（FR駆動）し、走行条件に応じて前輪にトルクを0:100 - 50:50の範囲で配分する（実質的にはFR駆動）。そのため、後輪へは直結状態で駆動力を伝え（センタースルー）、前輪へはトランスファーで分岐させている。トランスファーに組み込まれた湿式多板クラッチの押し付け力を油圧の変化で増減し、前輪へ伝達されるトルクの大きさを変化させる。そのため、センターデフは装備していない。分類上は現代でいえば「アクティブ・オン・デ・マンド式」であるが、当時は切り替え操作の不要な「フルタイム4WD」で駆動力の伝わり方は「スタンバイ4WD」という異なる2つのシステムのハイブリッドということで斬新なものであった。
このクラッチを放した状態では後輪駆動、クラッチを結合した状態ではリジッド4駆になり、この間を電子制御で無段階に変化させている。
さらに、このシステムには、前後4輪の車輪速度センサと、横Gをアナログ的に検出するGセンサを備えている。これらセンサからの入力信号を受け、コントローラが油圧多板クラッチの圧着力を変化させ、前輪へのトルク配分を決定する。
したがって、通常の後輪駆動状態から、後輪にかかる駆動トルクの増大で、後輪のスリップ量が大きくなると、前輪へも駆動トルク伝達を行う。前輪へ伝達する駆動トルクの大きさは、横Gの大きさと前後輪の回転速度差に応じて変化する方式としている。
例えば、アイスバーンのように、タイヤの摩擦係数μ（ミュー）の低い路面で、操舵角に対して横Gが小さかったり、後輪のスリップ量が大きい場合は、前輪へのトルク伝達を増やす。
一方、ドライ路面でのコーナリングのように、横Gが非常に大きい状態では、ホイールスピンが起こっていても前輪へ伝達するトルクをあまり増やさない。
これは、後輪側の駆動トルクを大きくし、かつ前輪の駆動トルクを小さく配分することにより、後輪をアクセルワークによって積極的にコントロールするマージン（ドリフトコントロール性）と、前輪の操縦性（アンダーステア対策）を確保している。
さらに、ABSとの総合制御も実現している。4輪それぞれに設けられた車輪速度センサやGセンサにより、作動タイミングをきめ細かくコントロールできるため、より自然な制動性能を確保している。急制動時には、4輪すべてに適切な割合でエンジンブレーキ力を割り振り、ブレーキ性能とアンチスキッド性も高めている。
シーマFY32型4WDなどでは、高級サルーンのための安全制御重視のチューニングを採用したため、従来のスカイラインR32型GT-R/GTS-4及び、セフィーロA31型SE-4が採用したスポーツチューンド4WDとの区別上、「S-four」(Saloontuned-4WheelDrive) シリーズのグレード名称が与えられた。
スカイラインGT-RのR33型Vスペック、同R34型Vスペックなどでは、後輪に多板クラッチ電子制御式LSD（リミテッドスリップデフ）を組み合わせた「ATTESA E-TS PRO」へと発展した。
搭載車の車両型式には基本的に「N」がつくことで見分けることができるが、J31型ティアナの4WD車 （型式:TNJ31）など一部例外も存在する。

## 搭載車種
- スカイライン（R32型 (GT-R、GTS-4)・R33型 (GT-R、GTS-4)・R34型 (GT-R、GT-FOUR、GT-X FOUR)・NV35型・NV36型・HNV37型）
- GT-R（R35型）
- スカイラインクロスオーバー（NJ50型）
- レパード (JY33型)
- ステージア (WGNC34型 - NM35型)
- セドリック・グロリア (ENY33型 - ENY34型)
- フーガ (PNY50・KNY51)
- シーマ (FY32型 - F50型)
- セフィーロ (NA31型) アテーサクルージング (1990年8月) / SE-4 (1992年5月)
- ローレル (GNC34型25メダリスト4WD / 25エクセル4WD - GNC35型メダリストFour / クラブS-Four)